# Paréac
 Paréac  es una población y comuna francesa, situada en la región de Mediodía-Pirineos, departamento de Altos Pirineos, en el distrito de Argelès-Gazost y cantón de Lourdes-Est.

## Historia
Una mina de ocre estuvo en explotación en el territorio de este municipio entre 1913 y 1935.

## Demografía
| 86 | 74 | 68 | 85 | 75 | 69 | 70 |
| Para los censos de 1962 a 1999 la población legal corresponde a la población sin duplicidades (Fuente: INSEE [Consultar]) |    |    |    |    |    |    |

## Lugares y monumentos
- La iglesia Nuestra señora de la Asunción se caracteriza por su espadaña.